# Le Crime de Lord Arthur Savile
 (décembre 2023).
Si vous disposez d'ouvrages ou d'articles de référence ou si vous connaissez des sites web de qualité traitant du thème abordé ici, merci de compléter l'article en donnant les références utiles à sa vérifiabilité et en les liant à la section « Notes et références ».
Le Crime de Lord Arthur Savile est le titre d’une nouvelle de l’écrivain irlandais Oscar Wilde. Parue pour la première fois en 1887, l’œuvre est une satire de la noblesse victorienne. La nouvelle, avec d'autres textes, a été reprise dans un recueil en 1891. 
En anglais, le texte donne son titre au recueil qui s'intitule en français Le Fantôme de Canterville et autres nouvelles.

## Résumé
Le personnage principal de ce roman, Lord Arthur Savile, est présenté, à l'occasion d'une soirée donnée par Lady Windermere, à un chiromancien, Septimus R. Podgers. Ce dernier lit dans la paume de la main de Lord Arthur, un funèbre destin. On apprend au chapitre suivant qu'il s'agit d'un crime et par diverses circonstances, Lord Arthur croit comprendre qu'il sera l'auteur d'un crime. Alors qu'il voulait se marier avec Sybil Merton, sa fiancée, il décide qu'il n'a pas le droit de le faire avant d'avoir commis ce meurtre.
Sa première tentative porte sur une tante âgée, Lady Clementina Beauchamps, qui souffre de brûlures d'estomac. Arthur lui donne une capsule empoisonnée à l'aconitine, qu'il présente comme un remède américain d'un nouveau genre, à prendre en cas de crise. Recevant un télégramme quelques semaines plus tard, il apprend sa mort et retourne victorieusement à Londres, pour apprendre qu'elle lui a légué une propriété. En triant les affaires de sa tante, Sybil trouve la pilule de poison, intacte ; ainsi, Lady Clem, sa tante est morte de manière naturelle et lui se trouve dans le besoin d'une nouvelle victime.
Après réflexion, il contacte un ami anarchiste, qui lui procure une bombe dissimulée dans une pendule. Arthur l'envoie anonymement à un parent éloigné, le Doyen de Chichester. Malheureusement l'engin se révélera défectueux, réjouissant la fille du Doyen qui passera ses après-midis à produire des explosions minuscules et inoffensives avec l'horloge.
Désespéré, Lord Arthur croit ses plans de mariage condamnés quand il rencontre Podgers, en pleine nuit, au bord de la Tamise. Il précipite alors le chiromancien dans le fleuve du haut d'un parapet. Quelques jours plus tard un journal annonce le suicide, puisque tel a été le résultat de l'enquête, de sa victime. Assuré maintenant du succès de son entreprise, Lord Arthur peut enfin se marier !
Quelques années plus tard, en visite chez le couple, lady Windermere confie en aparté à Sybil que M. Podgers était un horrible et avide imposteur et qu'elle même n'avait jamais cru en la chiromancie. Lord Arthur reste, quant à lui, persuadé qu'il doit tout le bonheur de sa vie à la chiromancie.